# Phyllachora flavocincta
Phyllachora flavocincta är en svampart som beskrevs av Rehm 1897. Phyllachora flavocincta ingår i släktet Phyllachora och familjen Phyllachoraceae.   Inga underarter finns listade i Catalogue of Life.